# Judith Andersen
Judith Solveig Seitzberg Andersen, nach Heirat Judith Lyster, (* 16. November 1951 in Kopenhagen) ist eine ehemalige dänische Ruderin, die bei den Olympischen Spielen 1976 den sechsten Platz im Doppelvierer belegte. 

## Sportliche Karriere
Die 1,84 m große Judith Andersen ruderte für den Roskilde Roklub. 1969 gewann sie den dänischen Meistertitel im Einer. in den 1970er Jahren kamen weitere Meistertitel im Doppelzweier und Doppelvierer hinzu.
Bei den Europameisterschaften 1971 hätte Andersen zusammen mit Hanne Petersen im B-Finale des Wettbewerbs im Doppelzweier antreten sollen. Da das Boot nicht antrat, wurde es auf den zwölften Platz gesetzt. 1975 bei den Weltmeisterschaften in Nottingham belegten Andersen und Petersen als Zweite des B-Finales den achten Platz in der Gesamtwertung.
1976 stand Frauenrudern erstmals auf dem olympischen Programm. Bei der Eröffnungsfeier der Olympischen Spiele in Montreal war Judith Andersen Fahnenträgerin der dänischen Mannschaft. Der dänische Doppelvierer mit Kirsten Thomsen, Else Mærsk-Kristensen, Judith Andersen, Karen Margrethe Nielsen und Steuerfrau Kirsten Plum Jensen belegte im ersten Vorlauf den fünften und letzten Platz. In der Hoffnungsrunde kam das Boot mit einem zweiten Platz hinter dem rumänischen Doppelvierer ins Finale. Dort belegten die Däninnen den sechsten und letzten Platz mit 14 Sekunden Rückstand auf die drittplatzierten Rumäninnen.